# کریستر والین
کریستر والین (انگلیسی: Christer Wallin؛ زادهٔ ۱۷ ژوئن ۱۹۶۹) شناگر اهل سوئد است.
وی در مسابقات کشوری و بین‌المللی در مجموع برندهٔ ۲ مدال طلا، ۳ مدال نقره، ۱ مدال برنز شده‌است.